# 올리빌로
올리빌로(Aextoxicon punctatum)는 올리빌로과(Aextoxicaceae), 올리빌로속(Aextoxicon)의 유일한 종으로 칠레 남부와 아르헨티나가 원산지인 나무이다. 칠레 남부 태평양 해안의 발디비안온대우림과 마젤란아한대림의 숲이 원산지이며, 큰 키의 상록수로 활엽수 숲에서 일종의 캐노피를 형성한다. 나무 키가 15 m에 달하기도 한다.
APG 분류 체계(1998년)와 APG II 분류 체계(2003년)에서 이 과는 핵심진정쌍떡잎식물군 내에 미분류 상태로 남았다. 이 속은 이전에는 대극과(Euphorbiaceae)에 종종 포함되었다.